# 핍 (사우스 파크의 에피소드)
《핍》또는 《위대한 유산》은 미국의 텔레비전 애니메이션 시리즈 사우스 파크 시즌 4 14화에 해당되는 에피소드이다.
사우스 파크 시리즈의 모든 에피소드를 포함한다면 62번째 에피소드로, 2000년 11월 29일 미국의 코미디 센트럴에서 처음 방송되었다. 그러나 당시 사우스 파크 스튜디오의 제작 여건의 한계 때문에 여러 번 연기되었다. 또한 본래 방송 계획상 제작된 순서대로라면 5화였어야 했다.
찰스 디킨스의 1861년 작 소설인 위대한 유산이 패러디 코미디 장르로 각색된 것으로 원작 소설의 주인공 역할을 맡은 사우스 파크의 캐릭터 핍이 등장하고 사우스 파크 시리즈에 항상 등장하던 에릭, 스탠 등의 다른 주인공 캐릭터들은 등장하지 않는다. 에피소드의 전반적인 스토리는 TV 드라마 시리즈인 《마스터피스 시어터》(Masterpiece Theatre)의 패러디 내레이션으로 시작되며, 완전한 실사 인물로 나오는데 그 때 나오는 내레이터는 맬컴 맥다월이 담당했다.
주인공인 금발 소년 핍은 시리즈가 막 제작될 즈음이었을 때 찰스 디킨스의 소설에 등장하는 동명의 캐릭터에서 영감을 받아 만들어졌으며, 시리즈 초기부터 사우스 파크의 제작자로 활동하고 있는 트레이 파커와 맷 스톤은 오랜 시간 동안 핍이 등장하는 《위대한 유산》을 원작으로 한 에피소드를 구상하고 있었다.
다른 에피소드들과 사뭇 다른 디자인과 애니메이션을 구현하기 위해 많은 요소를 처음부터 다시 만들어야 했다. 하지만 당시 사우스 파크 스튜디오게엔 제작이 어려웠기 때문에 《위대한 유산》을 원작으로 한 에피소드는 오랫동안 몇 달에 거쳐 연기되었다. 제작 기간 동안 에피소드의 콘셉트는 크게 변경되었는데 예를 들어 본래 기획에서 본 에피소드는 뮤지컬 형식으로 제작되려고 하였다.
그러나 본 에피소드가 방송된 이후 오랫동안 연기되었던 본 에피소드를 구상한 트레이 파커와 맷 스톤은 본 에피소드를 가장 인기가 없는 에피소드 중 하나였다고 평가했다. 각본은 트레이 파커가 쓰고, 본 에피소드의 감독은 사우스 파크 시리즈의 등장인물인 버터스 스타치의 바탕이 된 인물인 에릭 스타우가 감독하였다. 2000년에 방영된 이후, 코미디 센트럴에서 이따금씩 재방송되었다.

## 제작과 방송

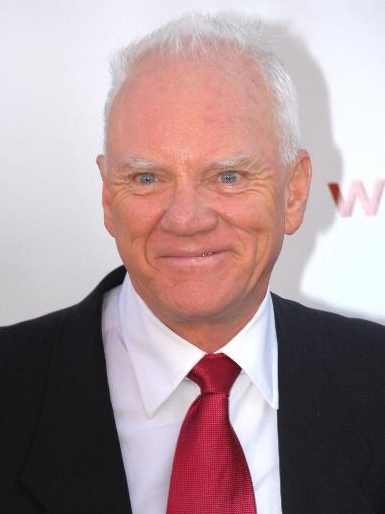
실사 장면을 연기한 맬컴 맥도웰은 이 에피소드에선 간단하게 본인을 '영국인'으로 부른다.

제작자 트레이 파커와 맷 스톤은 시리즈가 시작될 무렵부터 찰스 디킨스의 위대한 유산을 사우스 파크식으로 각색한 에피소드를 만들려고 구상했다. 에피소드 내에 주인공으로 등장하는 캐릭터인 핍 피럽은 《Cartman Gets Anal Probe》의 파일럿판에 등장한 뒤에 방송된 정규 방송 시즌 후에도 계속 사우스 파크의 단역 캐릭터였다. 파일럿판의 미공개 버전에선 조금 더 많은 비중을 차지했지만 핍이 등장하는 장면은 다시 작업되었고, 정규 방송 버전에선 편집되었다.
편집된 장면 중 하나인 핍이 학교 급식소에서 핍을 소개하는 장면은 사우스 파크의 5화인 《An Elephant Makes Love to a Pig.》에서 다시 사용되었는데 해당 장면은 파일럿판처럼 아날로그 컷 아웃 기법으로 만들어졌다. 해당 장면은 스탠은 핍의 특이한 이름에 대해 질문하지만 에릭이 스탠의 질문을 방해하는 내용이었다. 핍은 "우리 아빠 성씨는 피립, 내 세례명은 필립이야. 난 혀가 짧아서..."라고 대답했다. 해당 대사는 핍의 모티브가 된 '핍'이 등장하는 《위대한 유산》의 서두에 나오는 대사를 발췌한 것이다.
4기가 처음 방송된 후 제작을 시작했는데, 4기 2화가 방송될 즈음에는 6부작('2000년 6월경 방송 예정'이란 의미임) 중 프로덕션 코드 405 (4기 5화)에 할당되었다. 본래 계획이 예정대로 되었다면 2000년 6월 및 7월에 방송되었어야 했지만 다음 에피소드 묶음으로 이동되었고 이미 방영 이전에도 만들어졌기 때문에 사우스 파크 최초로 '쌓인' 에피소드가 되었다.
사우스 파크에서 대부분 에피소드의 제작 기간은 일주일 정도이지만 제작진들은 '쌓인' 에피소드를 만들어야 했으며, 에릭 스타우가 감독한 에피소드인 본 에피소드는 다수의 에피소드와 비교해서 특이한 디자인을 가졌는데 그 이유는 제작진들은 에피소드에 등장하는 핍, 에피소드의 배경이 되는 19세기 잉글랜드의 디자인을 다르게 만들고 싶어해서였다. 예시로 외부 연출들과 장면은 '찰스 디킨스의 소설처럼' 보이게 하는 것이었다. 그러나 핍 에피소드 특유의 스타일을 구현하려면 처음부터 여러 캐릭터들의 디자인 등의 애셋들을 새로 그려야 했는데 에피소드 내에서 새로 그려야 할 장면 속엔 '썩은 이빨을 가진 새로운 입' 등의 새로운 캐릭터들이 많았다. 에피소드 초반부에서 핍은 평소에 비해서 더 너덜너덜한 옷을 입고 있었는데 런던에서 신사가 된 뒤로 나비 넥타이가 있는 정갈한 복장이 되었다. 또한 에피소드 내에 등장하는 포켓은 1974년 작 크리스마스 특선 애니메이션 《Twas the Night Before Christmas》의 아이들과 닮게 만들어졌다.

구성은 시즌이 진행될 때마다 상당히 바뀌었다. 방송되기 전에 만들어진 이 스토리보드에선 핍이 교실에서 자기소개를 하는 모습을 보여준다.

《핍》은 트레이 파커와 맷 스톤이 성우를 맡았고(핍의 경우 맷 스톤.), 에스텔러의 성우는 엘리자 슈나이더이며 조의 성우는 사우스 파크의 작가 중 한 명인 카일 맷클로치가 담당했다. 그 이유는 맷 스톤에 따르면 맥클로치는 어릴 때부터 캐나다에서 영국 방송을 보며 자랐기 때문에 좋은 영국식 목소리를 낼 수 있다고 생각했기 때문이다.

## 패러디와 주제
이 에피소드는 《위대한 유산》을 각색시켰을 뿐만 아니라 중심이 되는 인물을 설명하기도 한다. 전반적인 스토리는 원작을 따라가지 않은 대신, 사우스 파크에 맞게 코미디물로 각색시킨 것으로 《위대한 유산》을 바탕으로 웃음을 유발하는 것을 목표로 둔 에피소드라고 할 수 있다.:184
핍의 일부 대사는 《시계태엽 오렌지》의 영화에서 알렉스 역을 맡은 맬컴 맥도웰의 대사를 인용한 것이다. 소설 내에 등장한 많은 인물들이 등장했는데 핍을 포함해서 매부 조, 조 (핍의 누나), 미스 해비셤, 에스텔러 해비셤, 허버트 포켓, 죄수가 있다.
에피소드 내에서 플롯은 일부 장면이 생략된 것을 제외하곤 원작의 스토리를 비교적 잘 반영하고 있지만 어느 순간부터 소설에서부터 괴리감이 생기기 시작하는데 주로 미스 해비셤의 기술, 로봇 원숭이 등이 있다.
스토리 내에서 나오는 《사우스 파크 클래식》이라는 제목은  드라마 《마스터피스 시어터》(현재는 《마스터피스 클래식》)을 패러디한 것으로, 고전 소설들을 각색한 내용으로 유명하다. (참고로 《마스터피스 시어터》는 1999년에 《위대한 유산》의 각색을 한 적이 있다.) 맬컴 맥도웰이 내래이터를 맡는 장면은 《마스터피스 시어터》의 1971년~1992년 사회자였던 영국인 앨리스테어 쿡의 패러디이다.:172